# إسطامو
اسطامو قرية سورية تتبع ناحية الفاخورة في منطقة القرداحة في محافظة اللاذقية. بلغ عدد سكانها 2,288 نسمة في عام 2004 حسب إحصاء المكتب المركزي للإحصاء.
شهدت القرية نهضة عمرانية ابتداءا" من 2010 وتضاعف عدد سكانها .
يطلق اسم اسطامو على مجموعة من القرى والمزارع القريبة من بعضها والتي لا تفصلها حدود طبيعية، مثل مرخو والشيخ ريح وحرف الهوى وخربة الخياط والبريكة .
كان اعتماد السكان في غالبيتهم يرتكز على الوظائف الحكومية والزراعة التي لا تزال تنتشر في المنطقة كالزيتون والحمضيات .
قبل ان يفتح التطور العمراني الباب امام بعض الأنشطة التجارية والحرفية الصغيرة .
في التاريخ الموافق ل 6 شباط من عام 2023 تأثرت المنطقة بشكل كبير بزلزال تركيا سوريا